# Союз социалистов
Союз социалистов (итал. Unione dei Socialisti) — это политическая партия, существовавшая в Италии в 1948—1949 годах. Партия создана частью реформистского крыла Итальянской социалистической партии, не участвовавшей в расколе 1947 года, когда из состава ИСП выделилась Социалистическая партия итальянских трудящихся Джузеппе Сарагата. Партию возглавлял бывший секретарь ИСП Иван Маттео Ломбардо. В Союз социалистов также перешёл Иньяцио Силоне и многие бывшие члены Партии действия.
На выборах 1948 года Союз социалистов и Социалистическая партия партия итальянских трудящихся создали блок Социалистическое единство, который занял третье место, собрав 7 % голосов.
31 января 1949 года партия вошла в состав Социалистической партии итальянских трудящихся.